# Cantal (Käse)

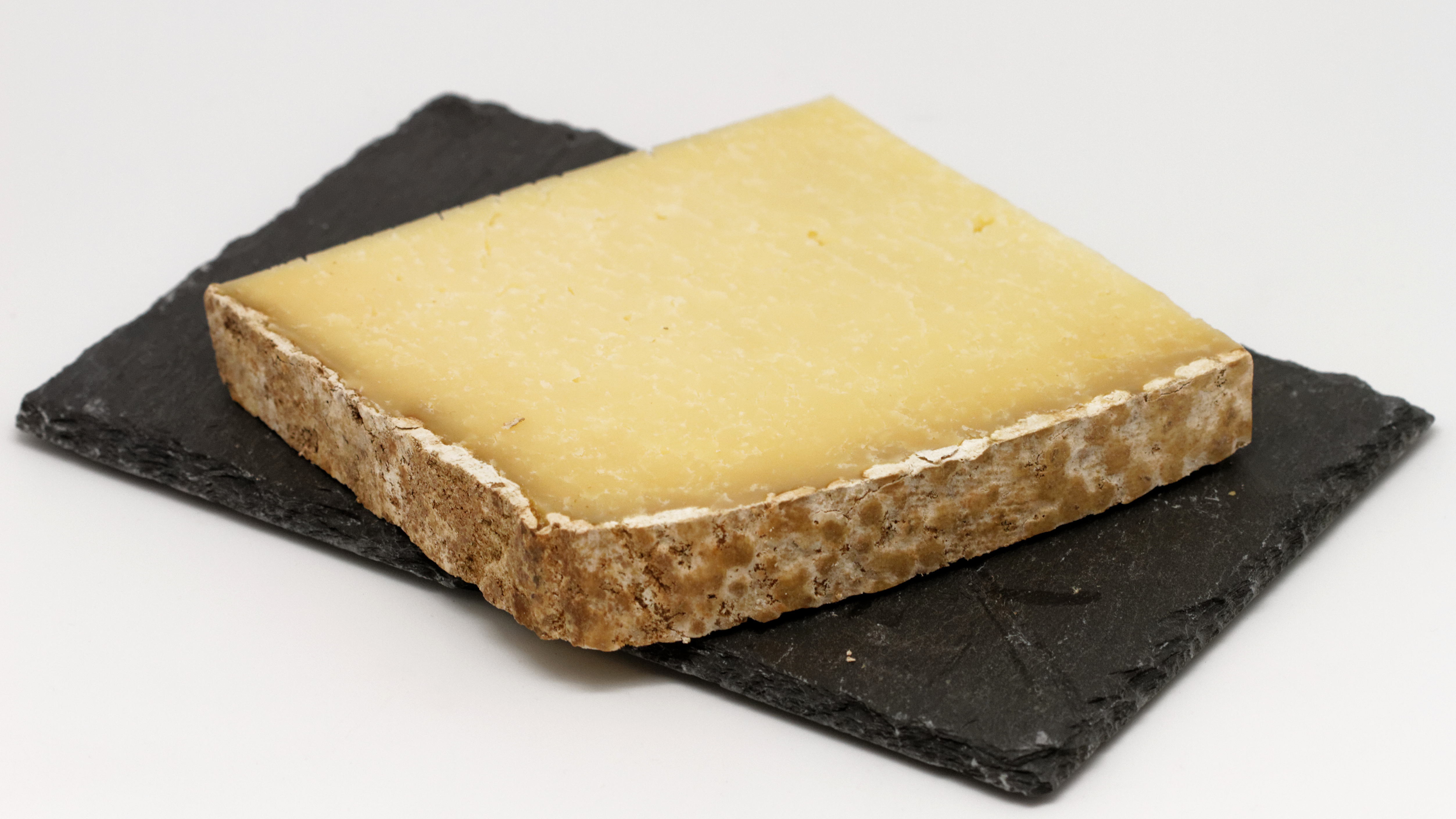
Cantal-Käse aus der Auvergne

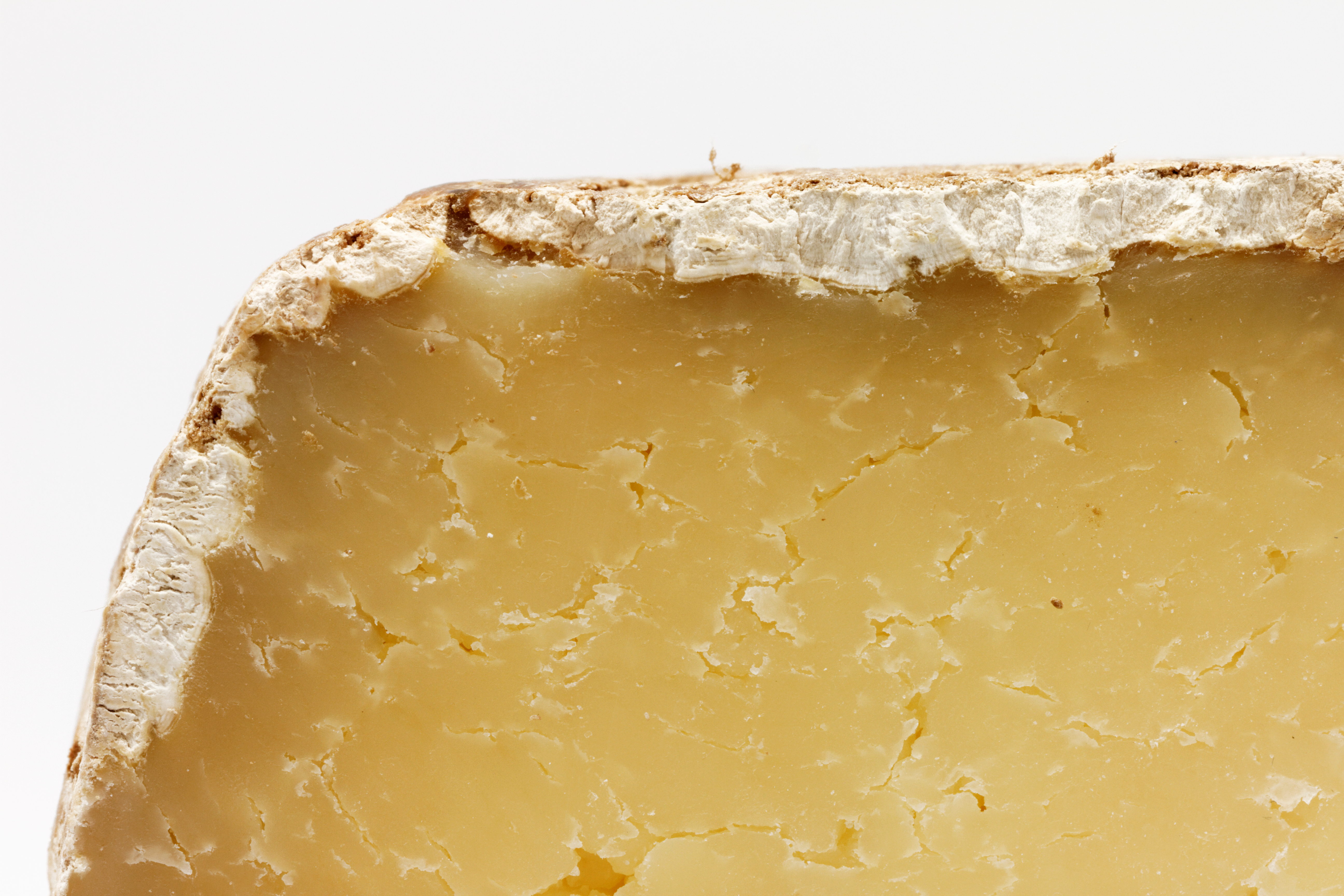
Rinde des Cantal-Käses

Cantal, auch Fourme de Cantal oder ehemals Cantalet genannt, ist eine alte französische Rohmilchkäsesorte aus der Auvergne, die ursprünglich hauptsächlich aus der Milch der Salers-Rinder hergestellt wurde. Das Produkt ist seit 1956 durch eine Appellation d’Origine Contrôlée (AOC) geschützt, die im Jahr 1996 durch eine Appellation d’Origine Protégée (AOP) abgelöst wurde.
Mit dem Cantal verwandt sind die Käsesorten Salers und Laguiole. Die Besonderheit ist, dass die Bezeichnung des Käses auch von der Jahreszeit abhängig ist: Käse, der aus der Milch von auf Bergweiden weidenden Rindern hergestellt und zwischen dem 15. April und dem 15. November produziert wird, darf sich Salers-Käse nennen; der außerhalb dieser Saison hergestellte Käse heißt Cantal.

## Herkunft

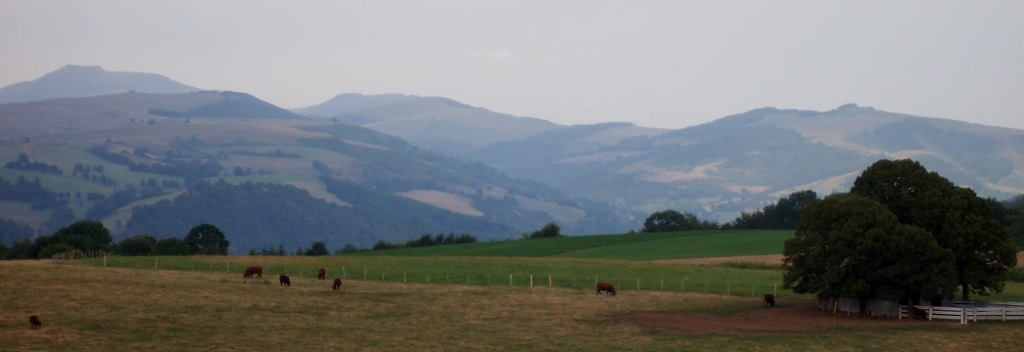
Berglandschaft der Monts du Cantal

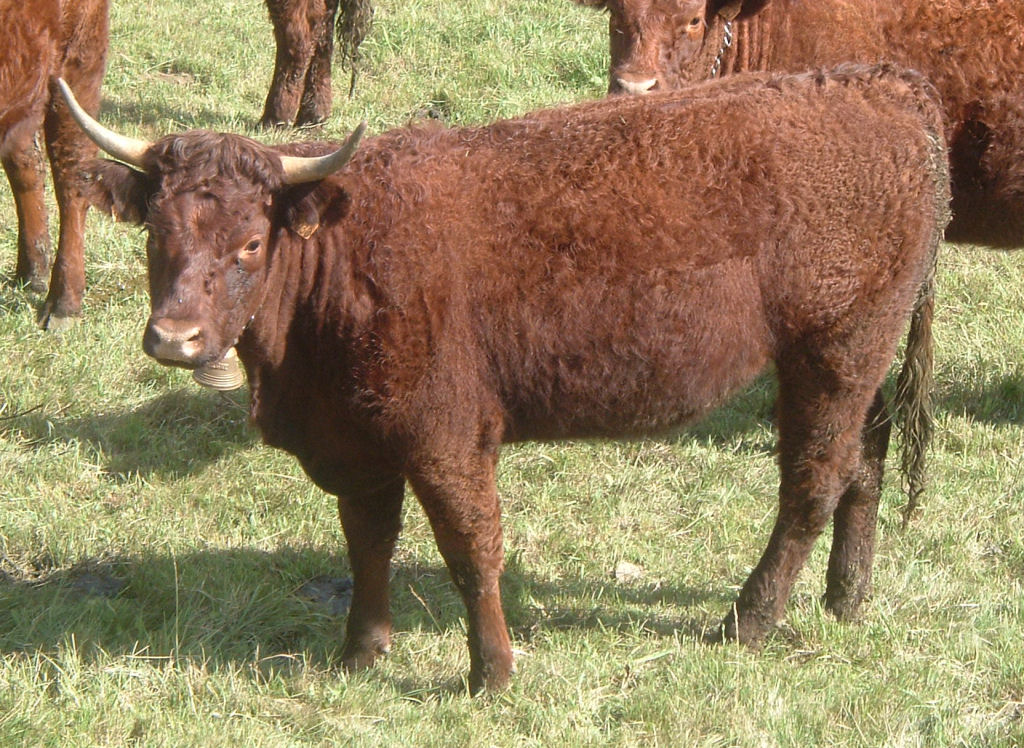
Salers-Rind

Der Cantal-Käse stammt aus einem begrenzten Gebiet in der Auvergne mit dem Département Cantal als Zentrum sowie 5 Gemeinden im Norden des Départements Aveyron, 24 im Département Puy-de-Dôme, 7 im Département Corrèze und zwei Gemeinden im Département Haute-Loire. In diesen bergigen Regionen geben die Salers-Kühe relativ wenig, aber dafür fetthaltige Milch. Der Cantal gilt als einer der ältesten Käse Frankreichs – bereits Plinius der Ältere hat ihn vor fast 2000 Jahren erwähnt.
Der Cantal war ursprünglich ein Rohmilchkäse; die Pasteurisierung der Milch wurde erst in der zweiten Hälfte des 19. Jahrhunderts erfunden und erst um die Mitte des 20. Jahrhunderts flächendeckend angewandt – heute werden beide Arten produziert und vermarktet, wobei der Rohmilchkäse eher von den Bauern selbst (Cantal fermier) und kleinen genossenschaftlich organisierten Käsereien stammt.

## Herstellung
Bis in die 1970er Jahre wurden im Erzeugungsgebiet hauptsächlich Rinder der Rasse Saler sowie in geringerem Umfang auch Aubrac gehalten. Heutzutage werden diese überwiegend zur Fleischerzeugung genutzt, und die zur Milcherzeugung gehaltenen Bestände sind sehr klein. Es überwiegen Rinder der Rassen Prim'Holstein und Montbéliard. Das Lastenheft enthält keine Vorgaben hinsichtlich der Rinderrassen, die Tiere müssen aber im Ursprungsgebiet geboren und aufgewachsen sein. Soweit es die Witterung zulässt müssen die Herden auf der Weide gehalten werden, das Futter stammt zum überwiegenden Teil aus dem Gebiet. Silage ist zulässig. Soweit Käse tatsächlich ausschließlich aus Milch von Salers-Rindern erzeugt wird, darf er mit dem Zusatz „fabriqué avec du lait issu de vaches de la race Saler“ (hergestellt aus Milch von Kühen der Saler-Rasse) ausgezeichnet werden.
Als Besonderheit gilt das zweimalige Pressen des Käses: Der bereits gepresste Käsebruch wird nochmals zerkleinert. Dieses nochmalige Zermahlen des tome (gepresste Scheibe) mit Hilfe eines Mahlwerks ist ein Vorgang, der in Frankreich nur beim Cantal und seinen Abkömmlingen angewandt wird. Dann wird er mit 21 bis 24 g pro Kilogramm gesalzen und in seine endgültige Form gepresst. Der Teig ist halbfest und kompakt; er wird nicht erhitzt. Der Laib hat in der großen Form einen Durchmesser von 36 bis 42 cm und wiegt 35 bis 45 kg, in der kleineren Form einen Durchmesser von 20 bis 22 cm bei einem Gewicht 8 bis 10 kg. Während der Reifung wird der Käse zweimal wöchentlich abgerieben und gewendet. Der Fettgehalt liegt bei etwa 45 g pro 100 Gramm Trockenmasse.
2023 wurden 10828 Tonnen Cantal erzeugt, davon 613 Fermier.

## Reifegrade
Im Alter von ein bis zwei Monaten wird Cantal als jeune angeboten; er ist von weißer Farbe und in seiner Konsistenz erinnert er an andere Weichkäsesorten, schmeckt aber schon deutlich würziger. Nach einer Reifezeit von drei bis sieben Monaten bezeichnet man ihn als entre deux, seine Farbe ist goldgelb. Der Käse mit der Bezeichnung vieux ist dagegen mehr als acht Monate gereift; er ist dann oft rötlich und etwas rissig; seine Konsistenz und auch sein Geschmack sind dann entfernt dem Parmesan vergleichbar.

## Der passende Wein
Cantal gilt als nussiger und wenig säuerlicher Käse. Seine Rinde reißt leicht, sie ist beigegrau, dünn und trocken. Dadurch wird die Schimmelbildung im Laib begünstigt. Das passende Getränk zum Cantal ist ein trockener Rotwein (z. B. Rioja oder Côtes d’Auvergne).